# Moriah Jefferson
Moriah Jefferson (Dallas, 8 maart 1994) is een Amerikaanse basketbalspeelster die uitkomt voor Galatasaray. Eerder speelde Jefferson voor San Antonio Stars in de WNBA. 
In haar jeugd kwam Jefferson uit voor de Universiteit van Connecticut waar zij viermaal NCAA kampioen werd (2013 - 2016) totdat zij in 2016 gedraft werd door San Antonio. Jefferson wist tweemaal de Nancy Lieberman Award te winnen en won ook eenmaal de Dawn Staley Award.